# Eastbourne International 2020
Eastbourne International 2020 var en tennisturnering, der skulle have været spillet udendørs på græsbaner i Devonshire Park i Eastbourne, Storbritannien i perioden 21. - 28. juni 2020. Turneringen var del af WTA Tour 2020 i kategorien WTA Premier samt ATP World Tour 2020 i kategorien ATP World Tour 250.
Turneringen blev imidlertid aflyst på grund af den igangværende COVID-19-pandemi. Den 1. april 2020 meddelte det britiske tennisforbund, at samtlige optaktsturneringer til Wimbledon-mesterskaberne 2020 var aflyst. Beslutningen var blevet taget på baggrund af rådgivning fra den britiske regering, samtidig med at ATP Tour og WTA havde suspenderet al professionel tennis til og med 13. juli 2020.